# Coenzim M
El coenzim M, també anomenat àcid 2-mercaptoetansulfònic i abreviat HS-CoM, és un anió amb la fórmula molecular HSCH₂CH₂SO₃. El mercaptoetansulfonat conté un grup tiol, el qual és el principal lloc reactiu del coenzim, i un grup sulfonat, el qual confereix solubilitat en medi aquós. És un cofactor unit dèbilment a l'apoenzim i que actua fonamentalment com un dels substrats específics de les reaccions de transferència dels grups metils en el metabolisme dels metanògens, concretament en els passos finals de la formació de metà, acceptant grups metil de les metilcobalamines per formar metilCoM, els quals són posteriorment desmetilats i donen lloc a metà.
Els metanògens són microorganismes classificats dins del grup dels arqueus, que produeixen metà com a subproducte del seu metabolisme en condicions anoxigèniques. És un cofactor essencial en la reducció del CO₂ a metà i el cofactor orgànic més petit conegut en l'actualitat i que contingui, a més, un grup funcional d'àcid sulfònic. Aquest àcid del CoM és separat del grup reactiu tiol, per un grup etil.

## Història
La dècada de 1960 va suposar una obertura en la història de la metanogènesi. A partir d'aquest moment McBride es va iniciar en el seu estudi. Durant els anys 70 es va aprofundir en investigacions sobre la metanogènesi que van contribuir a la determinació de molts coenzims implicats en aquest procés així com a crear una atmosfera adequada per al desenvolupament dels metanògens i el de descobriment dels arqueus.
L'any 1971 es va determinar l'existència d'un nou coenzim en el laboratori de Ralph Wolfe. McBride i Wolfe en van ser els descobridors. Van poder aïllar-lo per primer cop i proposaren el nom de coenzim M (CoM) mentre no se sabessin més detalls sobre la seva estructura química. El nom de coenzim M es deu al fet que és un cofactor de transferència de grups metil.
El 1974 Wolfe i Taylor, a partir de la combinació de la ressonància magnètica nuclear de H i l'electroscòpia infraroja, van poder determinar l'estructura del CoM: 2,2 àcid-dithiodiethanesulfonic. Cinc anys més tard, Balch i Wolfe van determinar que el CoM es trobava únicament en els metanògens i estava involucrat en els últims passos de la metanogènesi. És per això, que des de llavors, és considerat un cofactor central de la metanogènesi.
A finals dels anys setanta, a través de l'observació de teixits de cèl·lules eucariotes i extractes cel·lulars d'una varietat de procariotes s'havia determinat que CoM era específic per la metanogènesi. Però, anys després, a partir de diferents estudis, es va arribar a la conclusió que aquest cofactor també ocupava un paper clau en el metabolisme microbià alquè. A més, els reconeixements estructurals van revelar un paper únic d'aquest petit coenzim com a màneg en la direcció de la catàlisi de substrats petits, química orgànica indescriptible.
Es va descobrir més tard la importància del cofactor en la via del metabolisme del propilè. En aquest procés, CoM s'utilitza per activar i convertir epoxipropà, altament electrofílic, format a partir d'epoxidació de propilè en una reacció nucleofílica que pateix carboxilació.
Actualment, és el cofactor orgànic conegut més petit i també l'únic conegut que conté un grup funcional d'àcid sulfònic.

## Biosíntesi de CoM
Els enzims necessaris per a la biosíntesi del CoM van ser originalment identificats gràcies als patrons de marcatge d'isòtops de CoM purificat a partir de tres metanògens diferents madurats en acetat, àcid sulfolàctic o sulfit (tots tres marcats), i a partir de l'anàlisi d'activitats catalítiques en extractes cel·lulars. A més, experiments de marcatge radioactiu van identificar que la font del grups tiols en la transformació enzimàtica de sulfoacetaldehid a CoM, pas final en la biosíntesi d'aquest coenzim, era la cisteïna. Fins avui, han estat identificats i caracteritzats in vitro quatre enzims claus implicats en la via de biosíntesi metanogènica de CoM.
Es coneix molta informació amb relació a la biosíntesi i al paper del CoM en la metanogènesi però a nivell de la biosíntesi de CoM en eubacteris, és molt poca la informació que se’n coneix. Estudis fets en la soca Py2 de Xanthobacter han determinat que els gens de biosíntesi de CoM es troben en un megaplasmidi lineal juntament amb enzims del metabolisme epòxid. Altres estudis més recents han determinat que la via de CoM és activa en les vies de clorur de vinil aeròbic i d'assimilació d'età. El metabolisme d'epoxietà depenent de CoM ha estat observat en totes les soques micobacterials estudiades fet que ha portat a pensar que les vies regulades pel CoM són universals en micobacteris que assimilen alquens.
La participació de CoM en aquests dos processos diferents tempta l'especulació sobre els orígens evolutius dels gens involucrats en la seva biosíntesi. El fet que el CoM estigui implicat en el metabolisme d'alquens en eubacteris i en la metanogènesi en arqueus conduiria a considerar que els gens biosintètics van evolucionar independentment. Alternativament, donat que els homòlegs dels gens involucrats en la biosíntesi de CoM es troben en un megaplasimidi seria lògic considerar que els gens haurien estat adquirits per transferència gènica lateral. En un futur, les revisions de la via de biosíntesi de CoM en arqueus metanogènics i en eubacteris podrien proveir de nous elements a la història evolutiva d'aquest procés.

## El CoM en la metanogènesi
Les vies metabòliques per a la producció de metà convergeixen mitjançant les activitats d'una varietat de metiltransferases, a una reacció metabòlica comuna en la qual el CoM metilat (metil-CoM) és reduït i trencat per la Ni-metil-CoA reductasa (MCR) per formar metà. La MCR és l'enzim principal responsable de la producció de metà en els microorganismes i catalitza la formació de l'enllaç disulfhídric entre el CoB i el metil-CoM que s'allibera al final del procés juntament amb el metà.
L'anàlisi estructural de l'enllaç entre el substrat i el MCR revela que el reconeixement del CoM està facilitat per interaccions directes amb el CoM sulfonat que forma ponts salins amb l'Arg120 i ponts d'hidrogen amb els aminoàcids Tyr444 i His364. Una sèrie de grups aromàtics i alifàtics es predisposen al voltant en forma d'embut hidròfob per evitar dany de radicals d'intermediaris reactius a la reducció del metil-CoM amb el CoB.
A més a més de la interacció amb el MCR, el CoM està implicat en un cert nombre de processos enzimàtics de la metanogènesi com per exemple els metanògens que contenen grups tiol. Entre aquest destaquen la fumarat reductasa que catalitza la reducció del fumarat amb els CoM i CoB com a donadors d'electrons. De manera similar, molts metanògens contenen un heterodisulfit reductasa que catalitza la reducció de CoM-S-S-CoB, un producte format durant la reducció de fumarat i la reducció de metil-CoM durant la metanogènesi.